# Cerapachys kenyensis
Cerapachys kenyensis é uma espécie de formiga do gênero Cerapachys.